# Кенто Хашимото
Кенто Хашимото (јап. 橋本 拳人; 16. август 1993) јапански је фудбалер.

## Репрезентација
За репрезентацију Јапана дебитовао је 2019. године. За национални тим одиграо је 7 утакмица.

## Статистика
| Јапан  | Јапан | Јапан |
| Год.   | Ута.  | Гол.  |
| ------ | ----- | ----- |
| 2019   | 7     | 0     |
| Укупно | 7     | 0     |